# Tijaniyyah
Tijaniyyah o tariqa tijaniyya (en árabe: الطريقة التجانية ) es una hermandad, una cofradía islámica o tariqa sufí, fundada por Ahmed Tijani en 1782 en Marruecos. Es una de las hermandades sufíes más extendidas de África Occidental.

## Historia
Fundada por el sufí magrebí Aḥmad Tijāni (1735-1815) en la época de las reformas (tajdīd), hizo frente a la uniformización ideológica que el Imperio otomano estaba desplegando en las tierras del Islam. Esta ṭarīqa rompió con las tradiciones anteriores y desplegó una alternativa social frente a la política otomana en el Magreb, aunque también hizo lo mismo frente al reformismo conservador y literalista de Muḥammad ibn ʿAbd al-Wahhab.
La ṭarīqa del shaykh Tijāni presentaba una gnosis (marifa) accesible y una alternativa tradicional para sociedades donde los valores islámicos flaqueaban, ofreciendo milenarismo y justicia social por partes iguales. Los tijānis se expandieron, y consolidaron intelectualmente, a través del África subsahariana durante el siglo XIX bajo el liderazgo de ‘Umar al-Fūtī Tāl (1797-1864) y llegaron a ser la ṭarīqa con más seguidores del continente africano con Ibrāhīm Niasse (1900-1975) como su líder espiritual y político.
Más allá del plano intelectual y las enseñanzas espirituales, la ṭarīqa Tijāniyya se ha consolidado en estos doscientos años como uno de los primeros agentes sociales en África Occidental, interviniendo en muchos de los procesos históricos que ha vivido la región e incidiendo en la descolonización de los territorios. En países como Nigeria o Senegal también han influido en la clase política actuando como grupo de presión social (lobby).
En los últimos años, los tijānis han actuado como organización humanitaria y social a través de diversos proyectos como campañas contra la mutilación genital femenina, alfabetización, lucha contra la desnutrición o integración de minorías. El último acto social importante fue en julio de 2015 cuando la ṭarīqa promovió una conferencia internacional en Kaolack contra la violencia del fundamentalismo islámico.

## Doctrina
Todo el pensamiento tijāni se articula en torno a una serie de presupuestos: unos de carácter metafísico y otros de carácter identitarios. Los de carácter metafísico proceden de una revelación desde una “realidad extraterrena” —según relatan los miembros de la orden— a través de la gnosis (ma‘rifa), un conocimiento de carácter místico, que proviene del Profeta Muḥammad. Los de carácter identitario vienen marcados por la tradición exotérica (sunna) que se ve plasmada en el ámbito legal y social.
Los seguidores de la Tijāniyya han ido configurando y profundizando, poco a poco, la doctrina esotérica hasta hacerla converger con la tradición islámica más ortodoxa. Por su parte, los elementos de carácter identitarios responden a cada uno de los momentos políticos y sociales que ha vivido la ṭarīqa: desde la necesidad de una identidad magrebí donde el santo descendiente del Profeta, seguidor de la escuela māliki y ferviente defensor de la teología asha‘rī iba a restituir el orden arrebatado por los otomanos y los innovadores; hasta identidades más complejas como las de la comunidad de ‘Umar al-Fūtī y su lucha milenarista desde la perspectiva del reformismo (tajdīd) y la etnicidad; o la transnacionalización de la comunidad de la fayḍa, donde las identidades locales se disolvieron en torno a la unidad metafísica expresada por Niasse.
La Tijāniyya exige a sus adeptos que se conviertan en «ser social», les obliga a interactuar con lo social y de ahí la implicación de estos en movimientos como los jihāds del siglo XIX o las independencias políticas de las potencias europeas en el siglo XX. Se trata de un pensamiento activo que nada tendría que envidiar a otras épocas o escuelas, ya que ha creado una identidad propia que es a la vez lo suficientemente plástica como para sobrevivir frente a otras. Lo que acabamos de mostrar es que, sin duda, otro aspecto central que podemos señalar en este artículo, la Tijāniyya fue capaz de lograr una adaptación allá por donde pasó sin causar problemas de esencialismo evidente.
No obstante, shaykh Tijāni no solo hablaba de metafísica, sino que todo este conocimiento supra-sensible debe ir encaminado, a la construcción de una espiritualidad urbana y contemporánea. Así, los pilares principales de esta propuesta se fundamentan, claramente, en las propuestas legales y jurídicas a través de una revivificación y reafirmación de la escuela māliki. Para shaykh Tijāni, el verdadero mujtahid (al-mujtahid ṣaḥīḥ), renovador de la ley, es el que vive tanto en la sharī‘a como en la ḥaqīqa. Es decir, el sufí que defiende la ley.

## Lugares sagrados

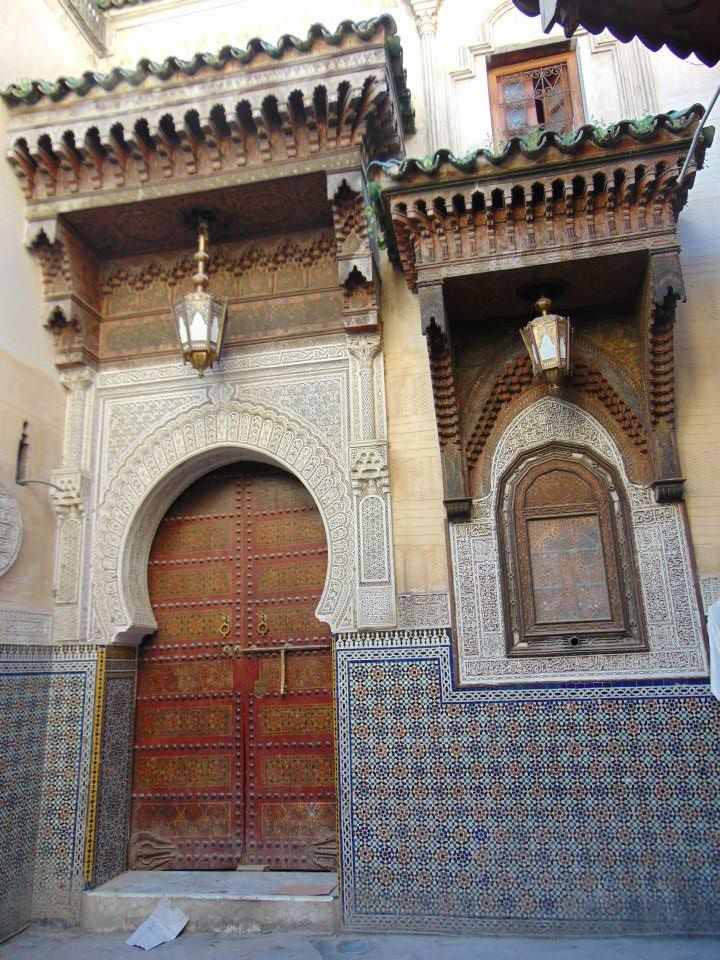
Mausoleo de Sidi Ahmed Tijani en Fez (Marruecos).

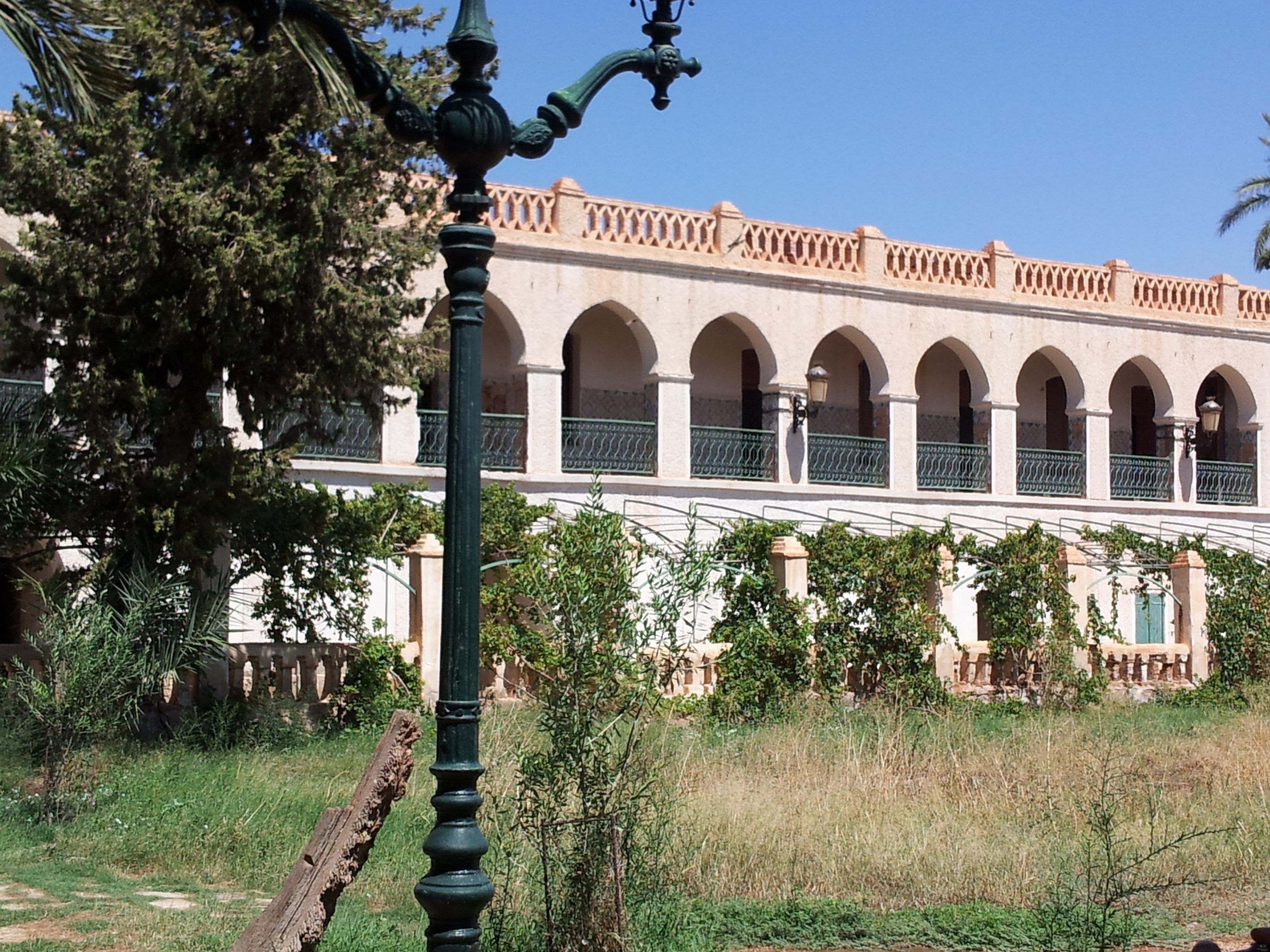
Palacio Kourdane en Aïn Madhi en Argelia.

El centro intelectual, cultural e histórico de la Tijaniyyah es Aïn Madhi en Argelia, donde se encuentra la sede del califato en el palacio Kourdane. El Ksar (Túnez) también el hogar de la Zaouia principal de la hermandad que conserva las tumbas de los jefes de la familia Tidjani. Además Boussemghoun donde Ahmed Tijani vio a Mahoma y donde vivió durante 13 años, es el centro más importante.
La ciudad de Fez, donde Ahmed Tijani vivió parte de su vida —especialmente hacia el final— y donde se encuentra su mausoleo, es el lugar de peregrinación de los fieles del Tijaniyyah más visitado del mundo, especialmente por los nacionales de los países subsaharianos (Senegal, Mali) 

## Zonas de implantación
Tijaniyyah se originó en Aïn Madhi un municipio de la provincia de Laghouat en Argelia, y luego se extendió inicialmente alrededor de Boussemghoun en el desierto argelino.
Desde de su brote original en Argelia, Tijaniyyah se ha extendido al Magreb (Marruecos y Túnez) y, en menor medida, en Arabia Saudí.
Ha cruzado el Sáhara para extenderse al África Occidental, Mauritania, que se convertiría en un centro de la hermandad, antes que Senegal, Senegambia, Malí, Burkina Faso), una región en la que es ahora la hermandad más extendida, donde goza de una influencia inigualable especialmente e Senegal.
Posteriormente se extendió a Chad, Sudán, Nigeria, Indonesia y Pakistán. También está presente en Libia, Egipto, Siria, Francia y Estados Unidos.

### África Occidental
La yihad llevada a cabo entre 1852 y su muerte en 1864 por El Hadj Umar Tall, señor de la guerra, erudito musulmán, fundador del efímero imperio tuculor y miembro del Tijaniyyah, en toda el África Occidental, contribuyó en gran medida a su difusión en la región. También reclamó el título de Califa de la tariqa en el África subsahariana.

#### Senegal
En Senegal, dos dinastías familiares transmiten el mensaje espiritual de los Tijaniyyah:
- Los descendientes de El Hadj Malick Sy, establecido en Tivaouane, y el heredero más directo de El Hadj Umar Tall —el gran marabuto de la Zaouia fue Seydou Nourou Tall, uno de sus descendientes—.[14]

- Los descendientes de El Hadj Abdoulaye Niasse, que tomaron la ciudad de Kaolack como su cuartel general, así como de Ibrahim Niyas, que desempeñaron un papel importante en su influencia fuera de Senegal. Esta rama, conocida como niassène o ibrahimiyya, es considerada la más dinámica y tiene fuertes vínculos transnacionales,[14] —a diferencia de Tivaouane, esencialmente senegalés— con muchos seguidores en Níger, en Ghana y en el norte de Nigeria Kano.[14]

En el centro, encontramos a El Hadji Amadou Dème, un gran científico y escritor de Sokone. En la región de Thiès, Elhadji Ahmadou Barro Ndieguene  también difundió la hermandad. Las ciudades de Louga con Abass Sall, Medina Gounass con Mohamad siradji Dini Ba, Bandiagara, Malí y Chingueti Mauritania son también ciudades importantes.

#### Malí
A principios del siglo XX, apareció una rama fundada por Ahmedou Hamahoullah e instalado en Nioro, conocida como hamalismo.

## Filmografía
- Éliane de Latour, Tidjane : les voies d'Allah, film documentaire, CNRS Images, 2004

- Datos: Q1760132
- Multimedia: Tijaniyyah / Q1760132